# La Chapelle-Saint-Étienne
 La Chapelle-Saint-Étienne  es una población y comuna francesa, en la región de Poitou-Charentes, departamento de Deux-Sèvres, en el distrito de Parthenay y cantón de Moncoutant.

## Demografía
| 597 | 520 | 445 | 420 | 396 | 359 |
| Para los censos de 1962 a 1999 la población legal corresponde a la población sin duplicidades (Fuente: INSEE [Consultar]) |     |     |     |     |     |